# Laurynas Kasčiūnas

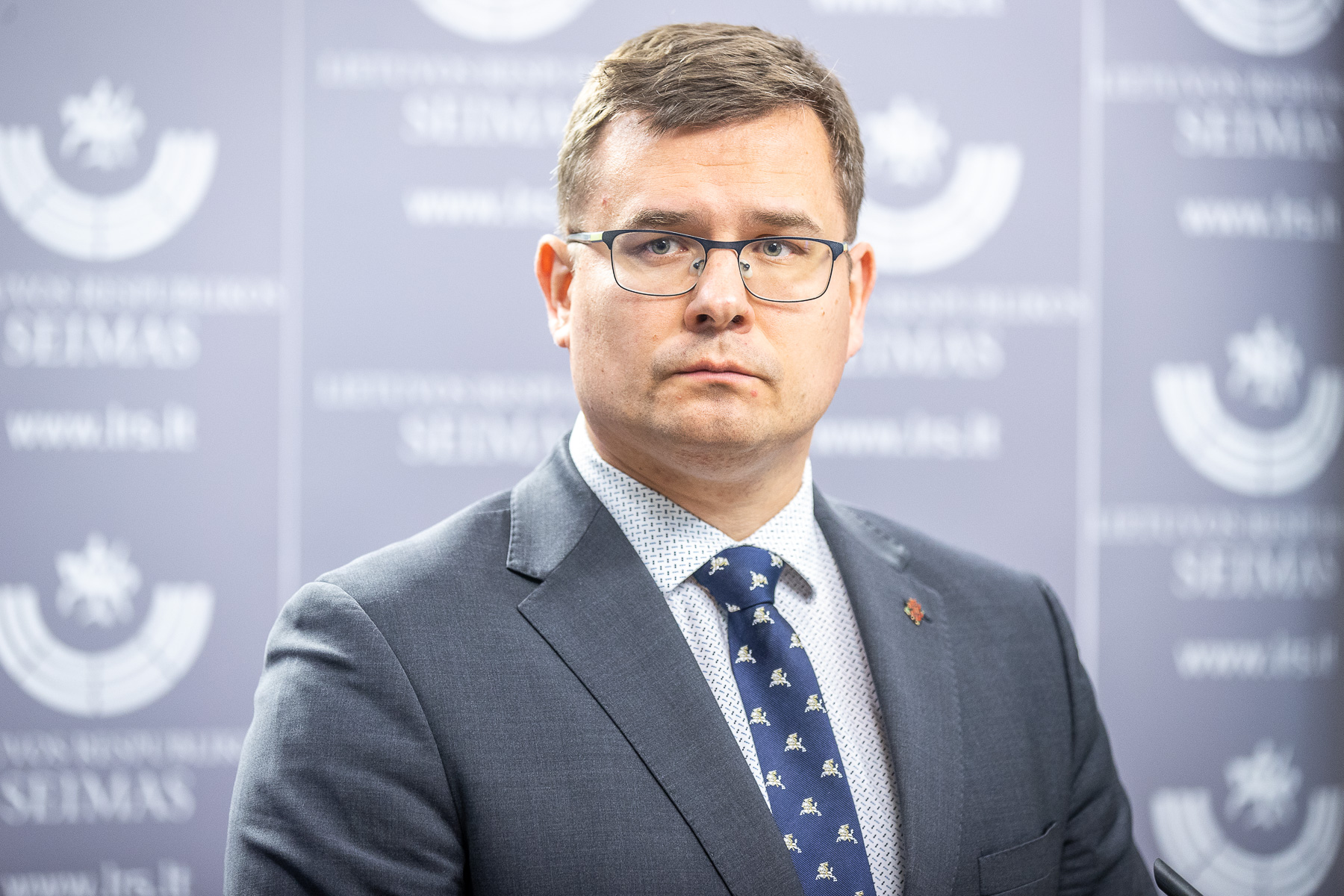
Laurynas Kasčiūnas, 2023

Laurynas Kasčiūnas (*  8. Januar 1982 in Vilnius-Lazdynai) ist ein litauischer konservativer Politiker. Seit 2016 ist er Mitglied im Seimas. 2024 war er Verteidigungsminister Litauens. Seit dem 9. Februar 2025 ist er Vorsitzender der Partei TS-LKD. 

## Leben
Nach dem Abitur 2000 an der „Ąžuolyno“-Mittelschule Vilnius in Lazdynai absolvierte Laurynas Kasčiūnas von 2000 bis 2004  das Bachelorstudium der Politikwissenschaften und von 2004 bis 2006 das Masterstudium der Politikwissenschaften mit der Fachrichtung Internationale Beziehungen und Diplomatie an der Universität Vilnius. 2006 wurde er Doktorand und am 20. April 2012 promovierte zum Thema "Wirkung der EU-internen Integration für die externe Europäisierung: Fallstudie Ukraine und Russland" (lit. ES vidinės integracijos poveikis išorinei europeizacijai: Ukrainos ir Rusijos atvejų analizė). Er war Redakteur der Auslandsnachrichten beim Magazin „Veidas“.
Ab 2004 arbeitete Laurynas Kasčiūnas in verschiedenen Forschungsinstitutionen.
Von 2007 bis 2016 lehrte er am Institut der Politikwissenschaften der Universität Vilnius. Seine Lehrkurse waren: Litauische Außenpolitik und Diplomatie, USA-Studien, West European Studies und EU-Außenbeziehungen.
Ab 2009 war Laurynas Kasčiūnas Berater der Parlamentspräsidentin Irena Degutienė.
Ab 2012 war er Abteilungsleiter und bis 2016 Leiter des Zentrums für Studien Osteuropas.
Am 23. Oktober 2016 wurde er zum 12. Seimas als TS-LKD-Kandidat ausgewählt und 2020 sowie 2024 wiedergewählt. Am 25. März 2024 wurde er vom Präsidenten Gitanas Nausėda zum Minister des Landesschutzes im Kabinett Šimonytė, geleitet von Ingrida Šimonytė, ernannt und am nachfolgenden Tag im 13. Seimas vereidigt. Sein Vorgänger war Historiker Arvydas Anušauskas. Kasčiūnas war Minister bis zum 12. Dezember 2024. 
Laurynas Kasčiūnas ist Mitglied der Tėvynės sąjunga-Lietuvos krikščionys demokratai.

## Familie
Seit der Studienzeit ist Laurynas Kasčiūnas verheiratet. Mit Frau  Monika hat er zwei Söhne und zwei Töchter.